# مقاطعة فيلياندي
مقاطعة فيلياندي (بالإنجليزية: Viljandi County)‏ هي مقاطعة في إستونيا، تتبع إستونيا، بلغ عدد سكانها 47٬476  نسمة، في 1 يناير 2014، عاصمتها فيلياندي، تبلغ مساحتها 3٬422 كيلومتر مربع.